# بورنوم (زاکسونی)-آنهالت
بورنوم (زاکسونی)-آنهالت (به آلمانی: Bornum) یک منطقهٔ مسکونی در آلمان است که در تسربست واقع شده‌است. بورنوم ۵۴۶ نفر جمعیت دارد.